# Avon Lake
Pour les articles homonymes, voir Avon.
Avon Lake est une ville du comté de Lorain, dans l’État de l’Ohio. Lors du recensement de 2010, sa population s’élevait à 22 581 habitants. Sa superficie totale est de 28,83 km2.

## Source
- (en) Cet article est partiellement ou en totalité issu de l’article de Wikipédia en anglais intitulé « Avon Lake, Ohio » (voir la liste des auteurs).